# 郭金發
郭金發（1944年3月1日—2016年10月8日），臺灣臺北市大稻埕人，知名的台語男歌手，小學畢業於臺北市大同區大橋國民小學。曾任播音員，以歌曲《燒肉粽》成名，人稱「寶島低音歌王」、「肉粽歌王」。
2016年10月8日出席高雄市鳳山區重陽節敬老演唱會，在台上演唱《燒肉粽》完畢卻突然昏倒，緊急送醫後仍宣告不治，享壽72歲。

## 生平
1944年3月1日，郭金發出生於台北市大稻埕，是皮鞋店老闆郭興旺的第五個孩子，小學畢業即跟從父親學作皮鞋；15歲參加廣播電台歌唱比賽得冠，開啟歌唱生涯，在葉俊麟的引領下加入鈴鈴唱片行。1964年，郭金發和林春福、陳木、賴謙祺合組四奇士合唱團。不久，四奇士合唱團解散；郭金發改加盟金星唱片行，發行《溫泉鄉的吉他》。郭金發服役期間，於1965年成為電塔唱片旗下紅牌歌星，在假期趕錄唱片《愛你入骨》、《𨑨迌人的目屎》、《最後的一封信》、《生命的太陽》。退伍後，郭金發旋加入電影業。1959年，他重新詮釋張邱東松於1949年所寫的《賣肉粽》，日後被稱為《燒肉粽》，把歌詞「自卑自嘆歹命人」改為輕快的「想起細漢很活動」，逃過被禁的命運，讓此曲成為台灣經典民歌，他也成為不二的代言者。
1969年12月24日，中國電視公司綜藝節目《每日一星》六位主持人紫薇、劉家昌、左豔蓉、郭金發、鄧麗君、李健美同時在本集節目中出現，演唱耶誕節歌曲。1970年1月4日，《每日一星》六位主持人從本日起，攜手在中視每星期日13點15分至14點15分播出的新節目《銀河星光》中演出。
1985年，郭金發在高雄市九如路開過一家肉粽店「郭金發燒肉粽」。
1989年，郭金發應日本放送協會（NHK）之邀至日本唱《燒肉粽》。
1992年，中華文化復興運動總會主辦「鄧雨賢作品音樂會」，在謝愛潔推薦下，郭金發以民俗歌謠演唱員身分登台詮釋鄧雨賢未曾發表的歌《風中煙》，成為首位登上國家音樂廳獻唱的流行音樂歌手。先前鳳飛飛、鄧麗君等歌手申請，都未果。
郭金發夫婦育有三個兒子。2004年，郭金發邀請藝人余天等人為受台灣團結聯盟提名參選2004年高雄市議員補選的么子郭建盟灌錄競選歌曲。
2006年，臺中市政府新聞局舉辦「2006台中粽子節」，網路投票選拔「金肉粽」；5月18日，郭金發應臺中市市長胡志強邀請，在臺中市政府公開獻唱《燒肉粽》，並擔任金肉粽選拔代言人。
郭金發長期支持臺灣本土化運動，晚年投入更多公益活動，如2010年創作歌曲《保護地球》為地球公民協會募款。
2007年10月2日，擔任長榮航空機師的郭金發次子郭建男因癌症驟逝於和信治癌中心醫院，得年38歲。郭建男「不菸不酒，卻找不出病因」，郭金發因此徹底戒酒，飲食盡量清淡，勤走路。
2015年，郭金發與另外三位獲得過金曲獎臺語最佳男演唱人獎的臺語歌手羅時豐（2001年）、荒山亮（2012年）、陳建瑋（2013年）等三人組成男子歌唱組合「金四喜」，為賀歲片《大囍臨門》演唱主題曲《歡喜來恰恰》，並在全臺各地宣傳演唱。
郭金發逝世後，郭建盟表示，郭金發雖然早年成名，唱片亦賣座，但一直遺憾未得過類似金曲獎的獎項。

### 逝世
2016年10月8日，郭金發在高雄市鳳山區公所於衛武營藝術文化中心籌備處園區空地舉辦的重陽節敬老演唱會唱歌時昏倒，送往國軍高雄總醫院急救不治，享壽72歲。郭建盟得知郭金發昏倒的消息後趕往國軍高雄總醫院，一度在急診室外一直哭喊「阿爸加油」；院方轉述，郭金發之妻傷心到昏厥。與郭金發同場演出的歌手有謝雷、張琪、劉福助、康弘等，康弘經紀人表示，與主辦單位連繫後獲知，郭金發演唱《燒肉粽》期間，照慣例拉長音時瞬間倒地；謝雷說，郭金發在唱《燒肉粽》之前唱2首歌都很正常，但他唱《燒肉粽》時忽然沒有聲音，沒想到他突然倒下，現場樂隊小提琴手用心肺復甦術（CPR）搶救他。高雄市政府消防局第三大隊五甲分隊表示，本日17點36分接獲報案指稱有民眾頭暈需救護，出動救護車到場才知當事人是郭金發，當時郭金發已無生命徵象；他們嘗試以自動體外心臟去顫器（AED）搶救郭金發，但AED顯示不建議使用，遂改為實施CPR，但郭金發到醫院時都沒有恢復心跳。郭建盟表示，郭金發為心肺衰竭自然死亡，打了三十支強心針仍回天乏術。
2016年10月8日晚間，余天「傳奇50 華麗轉身」售票演唱會高雄巨蛋場，會場擺設郭金發送的花籃，花牌上寫著「圓滿成功」四字；余天在舞台上唱完《飲者之歌》，得知郭金發猝逝，泣不成聲；來賓賀一航獻唱《懷念的播音員》悼念郭金發，邊唱邊哭。中華民國總統蔡英文、立法委員許智傑哀悼郭金發逝世：蔡英文在facebook發文向郭金發家屬致哀，她說，郭金發低沉渾厚的歌聲「將一直留在台灣人的記憶裡」；許智傑說，他將向中華民國文化部建議，將現有衛武營榕園廣場與旁邊保留的中華民國陸軍營舍建立「郭金發台灣老歌音樂紀念館」。
2016年10月9日上午，臺灣高雄地方法院檢察署檢察官趙期正率領法醫蘇文祺與高雄市政府警察局到郭金發遺體停放的高雄市新興區自立二路郭建盟服務處驗屍，向郭金發家屬詢問郭金發生前身體狀況後，發現遺體無外傷，判斷死因為心肺衰竭，且無複驗解剖之必要，已將遺體發交家屬處理後事。同日，藝人李亞萍說，郭金發曾任播音員，余天、劉福助、郭金發、劉朗、翁清溪與倪敏然曾結拜為六兄弟，如今六兄弟只剩劉福助與余天依然健在；郭金發長子郭建良說，郭金發常提醒他「出入小心」，如今他再也聽不到父親的聲音。同日，時任臺南市市長賴清德悼念郭金發，他說，郭金發相當關心臺灣民主運動，郭建盟在其督促下曾擔任高雄市議員，父子一起為臺灣努力。

## 代表歌曲
- 《燒肉粽》
- 《溫泉鄉的吉他》
- 《為甚麼》
- 《愛你入骨》[10]
- 《可憐戀花再會吧》
- 《可愛的馬》
- 《命運的鎖鏈》
- 《為伊走千里》
- 《流浪天涯伴吉他》
- 《飲者之歌》
- 《行船的人》
- 《𨑨迌人的目屎》[10]
- 《男性的純情》
- 《夜雨思情》
- 《伴你一生》
- 《愛的呼聲》
- 《青春悲喜曲》
- 《最後的一封信》[10]
- 《生命的太陽》[10]

## 電影
- 1964年：《有話無地講》（飾演 遠龍），合作演員有易原、周遊、陳楓等，導演是歐雲龍[28]。